# Стэнли, Иэн
И́эн Стэ́нли (англ. Ian Stanley; род. 28 февраля 1957) — английский музыкант, поэт и продюсер. В течение большей части 1980-х годов он был членом группы Tears for Fears, а также сыграл ключевую роль в создании мультиплатинового второго альбома группы Songs from the Big Chair.

## Биография

### Карьера
Предоставив Tears for Fears свою домашнюю студию звукозаписи на бесплатной основе, Стэнли стал клавишником группы, внеся свой вклад в её первые два альбома (и частично в третий). Он также написал (вместе с Роландом Орзабалом) многие из песен группы в 1983—1985 годы и был частью производственной команды в период, когда группа работала с продюсером Крисом Хьюзом в студии The Wool Hall в Бате.
Иэн появился в нескольких клипах Tears for Fears, в том числе в «Change» (в котором он играет одного из двух музыкантов в масках), «Mothers Talk» (версия 1 и 3), «Shout», «Everybody Wants to Rule the World», «Head over Heels» и «I Believe», и участвовал во многих телевизионных выступлениях группы. Также он появился в видео 1983 года «In My Mind’s Eye» и документальном фильме 1985 года «Scenes from the Big Chair» и совершил два кругосветных мировых турне с группой.

### После Tears for Fears
После успеха «Songs from the Big Chair» Стэнли сотрудничал с Роландом Орзабалом в 1986 году в рамках проекта Mancrab, выпустив сингл «Fish for Life», который был записан для саундтрека к фильму «Парень-каратист 2». Также музыкант начал работать над третьим альбомом Tears for Fears The Seeds of Love, но покинул проект из-за творческих разногласий вместе с продюсером Крисом Хьюзом. Его наиболее заметный вклад в этот альбом можно услышать в сингле «Sowing the Seeds of Love» и на песнях со стороны «Б» «Always in the Past» и «My Life in the Suicide Ranks».
С 1980-х годов Стэнли продюсировал таких исполнителей, как Lloyd Cole and the Commotions, A-ha, The Pretenders, Ховард Джонс, Ultra, Republica, Нейми Колман, Стефани Киркхэм, Натали Имбрулья, Propaganda, The Human League и Тори Эймос. Он также внёс вклад в перезапись песни The Sisters of Mercy «Temple of Love». Стэнли работал A&R-менеджером в East West Records, но покинул эту должность в 1998 году.